# Arnhemsche Courant
De Arnhemsche Courant was een Nederlandse krant die verscheen van 1814 tot 2001. 
Het was een ‘redenerende’ politieke krant, waarin aandacht was voor de publieke meningsvorming en staatkundige thema’s. Er werd felle kritiek geleverd op de conservatieve politiek van de koningen Willem I der Nederlanden en Willem II der Nederlanden en krachtig gepleit voor een nieuwe grondwet. De krant was de spreekbuis van de vooruitstrevende liberale politicus Thorbecke.

## Geschiedenis
De uitgever van de krant, Carl Albert Thieme, raakt vanwege de kritische uitingen meerdere malen in een proces verwikkeld. Na zijn dood in oktober 1847 werden N. Olivier en de letterkundige J. Kneppelhout mede-eigenaren van de Arnhemsche Courant. Onder Olivier, die vanuit Leiden de staatkundige hoofdartikelen schreef, voerde de krant vinnige oppositie tegen de regering, in het bijzonder tegen de ministers van Financiën en Justitie J.J. Rochussen en F.A. van Hall.
In 1854 werd Jean Henry Guillaume Boissevain hoofdredacteur. Na de val van het kabinet Thorbecke I, ten gevolge van de Aprilbeweging in 1853, was de krant met financiële steun van de belangrijkste liberale voormannen gereorganiseerd. D.A. Thieme had toen de zakelijke leiding in handen. Het thorbeckiaanse blad De Grondwet stopte in 1855. Daarna fungeerde de Arnhemsche Courant als hoofdorgaan van de 'constitutionele partij'.
Sinds 2019 bestaat er weer een digitale versie van de Arnhemsche Courant op de gelijknamige website.